# Без видимых причин (фильм, 1982)
«Без видимых причин» — художественный фильм режиссёра Евгения Татарского по повести Сергея Александрова «Колода без туза».

## Сюжет
Действие фильма происходит в 1921 году. В Сибири, в небольшом городке, происходят одно за другим три убийства. Одновременно в местную ЧК с повинной приходит белый офицер Куницын, а вскоре, якобы из-за неразделённой любви к актрисе местного театра Нине, кончает самоубийством взводный тюремной охраны Володя Ямщиков. Чекист Камчатов в случайности не верит, убеждён в наличие связей между убийствами и считает, что самоубийство молодого охранника было инсценировано. Он проводит расследование, выясняя, что под видом Куницына в ЧК явился известный каратель Плюснин. А Ямщиков ранее знал его и мог опознать. Плюснину же нужно было попасть в тюрьму, поскольку там содержится белый офицер, владелец списка белогвардейских агентов, который можно дорого продать за кордоном. За этим списком также охотится атаман местной банды Мещеряков. Камчатов и его сотрудники разоблачают лже-Куницына, находят агентурный список, а потом арестовывают убийцу Ямщикова — Нину, связанную с Мещеряковым, а затем обезвреживают самого Мещерякова и его банду.

## В ролях
- Эрнст Романов — Камчатов
- Ирина Алфёрова — Нина Петровна
- Лев Прыгунов — Дроздов, он же "Овчинников"
- Георгий Дрозд — Мещеряков
- Михаил Кононов — Важин
- Евгений Киндинов — Плюснин
- Игорь Дмитриев — Алмазов
- Николай Лавров — Кузнецов
- Никита Струков — Маслаков
- Степан Крылов — железнодорожник
- Владимир Шевельков — Ямщиков
- Эммануил Шварцберг — Синельников
- Тунгышбай Жаманкулов — Кадыров
- Евгений Артемьев — Распутин
- Георгий Штиль — Бирюк
- Валерий Смоляков — Осокин

## Съёмки
Съёмки фильма велись в Выборге в старых кварталах города в районе Краснофлотской улицы и примыкающих к ней Подгорной, Красина и Крепостной улицы, «пересыльную тюрьму сибирского города Воскресенска» снимали на территории Выборгского замка, но сам замок в объектив камеры ни разу не попал, снимали только внутри и в его стенах.
Режиссёр фильма  Евгений Татарский в автобиографической книге «Записки кинорежиссёра о многих и немного о себе» невысоко ценил фильм, писал, что согласился на работу только из-за простоя и по настоянию сценариста, опытного детективщика Сергей Александрова: «Это неинтересная работа. Хотя артисты играют! Это не такое безобразие, как сейчас в сериалах».

## Призы
Третья премия на Конкурсе в ознаменование 65-й годовщины ВЧК-КГБ (1982) режиссёру, сценаристу и исполнителю главной роли.